# Modderstroom in Sierra Leone
Op maandag 14 augustus 2017 ontstond er, als gevolg van een aardverschuiving door hevige regenval, een zware modderstroom in het West-Afrikaanse land Sierra Leone. Met name de hoofdstad Freetown werd getroffen, evenals de kustplaats Regent. De ramp gebeurde vroeg in de ochtend, toen veel mensen lagen te slapen.
President Koroma riep een dag na de ramp de noodtoestand uit. Op 16 augustus werd een week van nationale rouw afgekondigd.
Tot nu toe zijn er meer dan 1000 doden, inclusief iedereen die vermist werd, geteld.